# ألكساندر دريفين
ألكساندر دريفين (الروسية: Деревень, Александр Юрьевич) مواليد 26 مارس 1992 في تولياتي، هو لاعب كرة يد روسي يلعب كظهير أيسر. مثل منتخب روسيا لكرة اليد.

## سجل المنافسة
شارك في البطولات التالية:
- بطولة العالم لكرة اليد للرجال 2015

## روابط خارجية
- ألكساندر دريفين على موقع الاتحاد الأوروبي لكرة اليد (الإنجليزية)